# Demian Marcelino
Demian Adolfo Marcelino (San Isidro, provincia de Buenos Aires, 14 de abril de 1979) es un guitarrista, compositor y productor artístico argentino, actual guitarrista de la banda argentina de reggae Los Cafres.

## Biografía
A mediados de la década de los 90 y con solo 14 años, comienza a tocar la guitarra, de forma autodidacta. Dos años después debuta en una banda de rhythm and blues llamada La Cortada, tocando en bares de Buenos Aires.  En 1997, con esta banda participa de los Torneos Juveniles Bonaerenses, obteniendo el premio al Mejor Guitarrista de la Provincia de Buenos Aires.
En 1998, con 19 años se integra a la banda de Machy Madco, bajista de Pappo’s Blues, compartiendo escenario con artistas invitados tales como Pappo, Ricardo Mollo, Héctor Starc, Alejandro Medina, El Negro García López y Rodolfo García entre otros.
En el año 2001 se suma a la banda de funk, soul y rock La Groovisima, con la que gira por todo la Argentina.
En 2005 arma la banda SER, que ese mismo año Zeta Bosio convoca para el compilado La noche de San Juan de Alerta Discos.
En forma paralela a SER, en 2006 participa en la formación de Afromama, proyecto llevado adelante por músicos cultores del soul, el funk, el R&B, el Hip-Hop y todos los grooves que forman parte de la Música Negra, rescatando el concepto de JAM.
En noviembre de 2009 es convocado para sumarse a la banda de reggae argentina Los Cafres, con la que graba cuatro discos. Además, colabora en la producción artística de Alas Canciones (2016) y Hoy – 3Décadas. Vol.1 (2019). 

## Colaboración con otros artistas
Durante 2015 produce artísticamente el disco “Kaos y Armonía” del rapero argentino Orión XL, que cuenta con la participación especial de Guillermo Bonetto (Los Cafres) y el chileno Tea-Time (Los Tetas).
También en 2015 graba los temas “Lágrimas”, “Lo que te queda” y “Quiero que me quieras” en el disco “Celebremos” del Bahiano, editado por Sony Music.
En 2020 participa del proyecto Cabraton de Eduardo Cabra, con el tema “Kabra-Tone”.

## Discografía
- El Paso Gigante – Los Cafres – 2011
- 25 Años de Música – Los Cafres -2013
- Alas Canciones – Los Cafres – 2016
- Criaturas – SER - 2018
- Hoy-3Décadas. Vol. 1 - Los Cafres - 2019
- Cabraton - Eduardo Cabra - 2020